# ニュージーランド海軍
ニュージーランド海軍（ニュージーランドかいぐん、英語: Royal New Zealand Navy,RNZN マオリ語: Te Taua Moana o Aotearoa）は、ニュージーランドが保有する海軍。ニュージーランド軍を構成している。

ニュージーランド海軍のロゴ

ニュージーランド海軍の軍艦旗

## 概要
正式には王立ニュージーランド海軍という。これはニュージーランドが英連邦王国としてニュージーランド国王（イギリス国王）を国家元首としていることによるものである。
1913年に設立されたが、兵力は少なく、1941年までは事実上イギリス海軍の傘下にあった。
ニュージーランドの独立以来イギリス海軍（王立海軍）と密接な結びつきがあり、イギリス海軍の旧式艦を受領して運用した例も多い。また、オーストラリアに多くを依存している。
運用している艦の名前にはHMNZS (His (Her) Majesty's New Zealand Ship) の艦船接頭辞をつけて呼称する。大規模な海軍力を有するわけではないが、第二次世界大戦においてはイギリス海軍やアメリカ海軍と共に日本と戦ったほか、朝鮮戦争にも参加した。
近年ではプロテクター計画に基づいて艦船を配備している。

## 事件・事故
2024年10月5日、水中作業母船「マナワヌイ」がサモアのウポル島南岸沖で座礁・転覆した。75名の乗員は救命艇で脱出し、救助要請を受けた他船に救助された。

## 装備

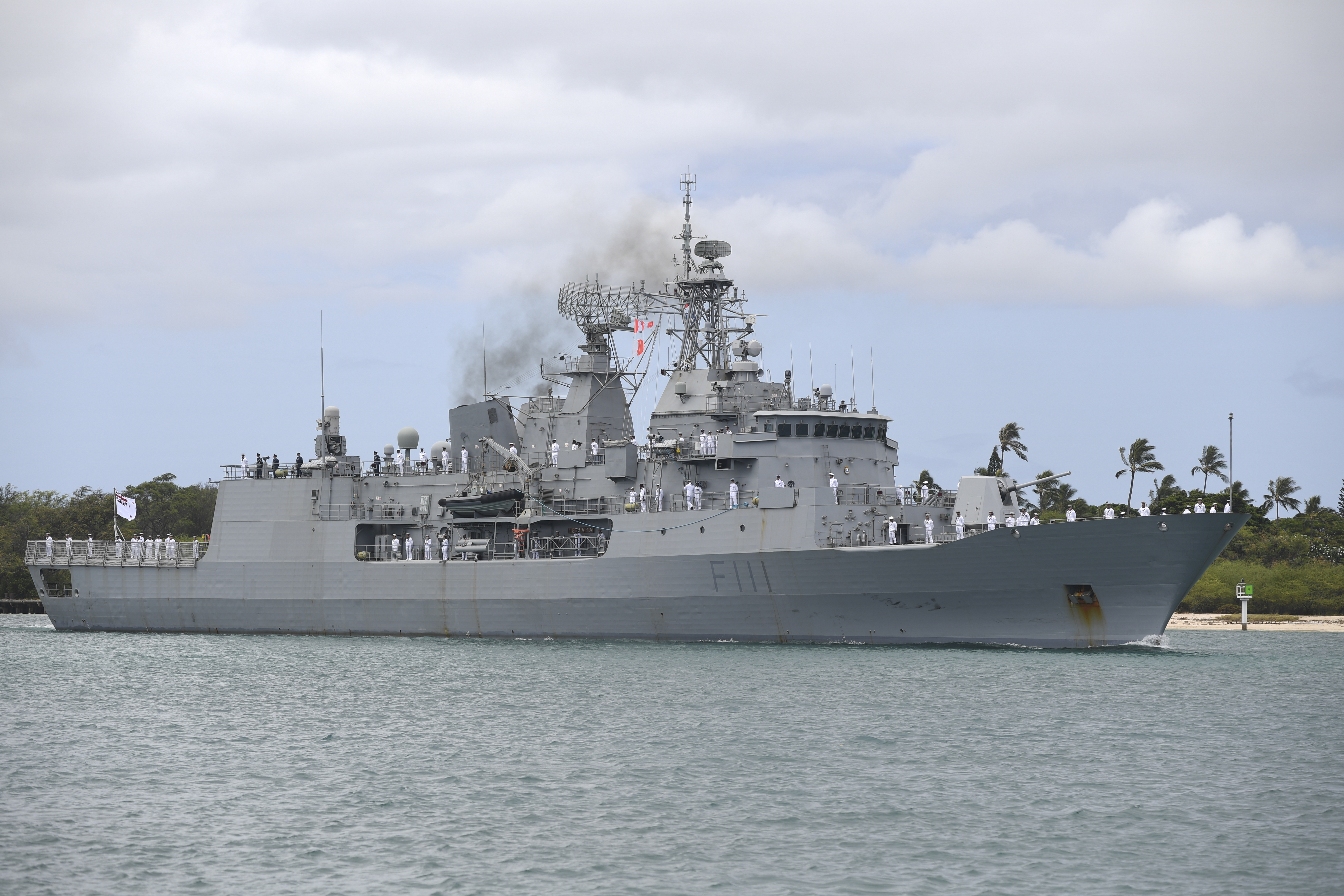
F111「テ・マナ」

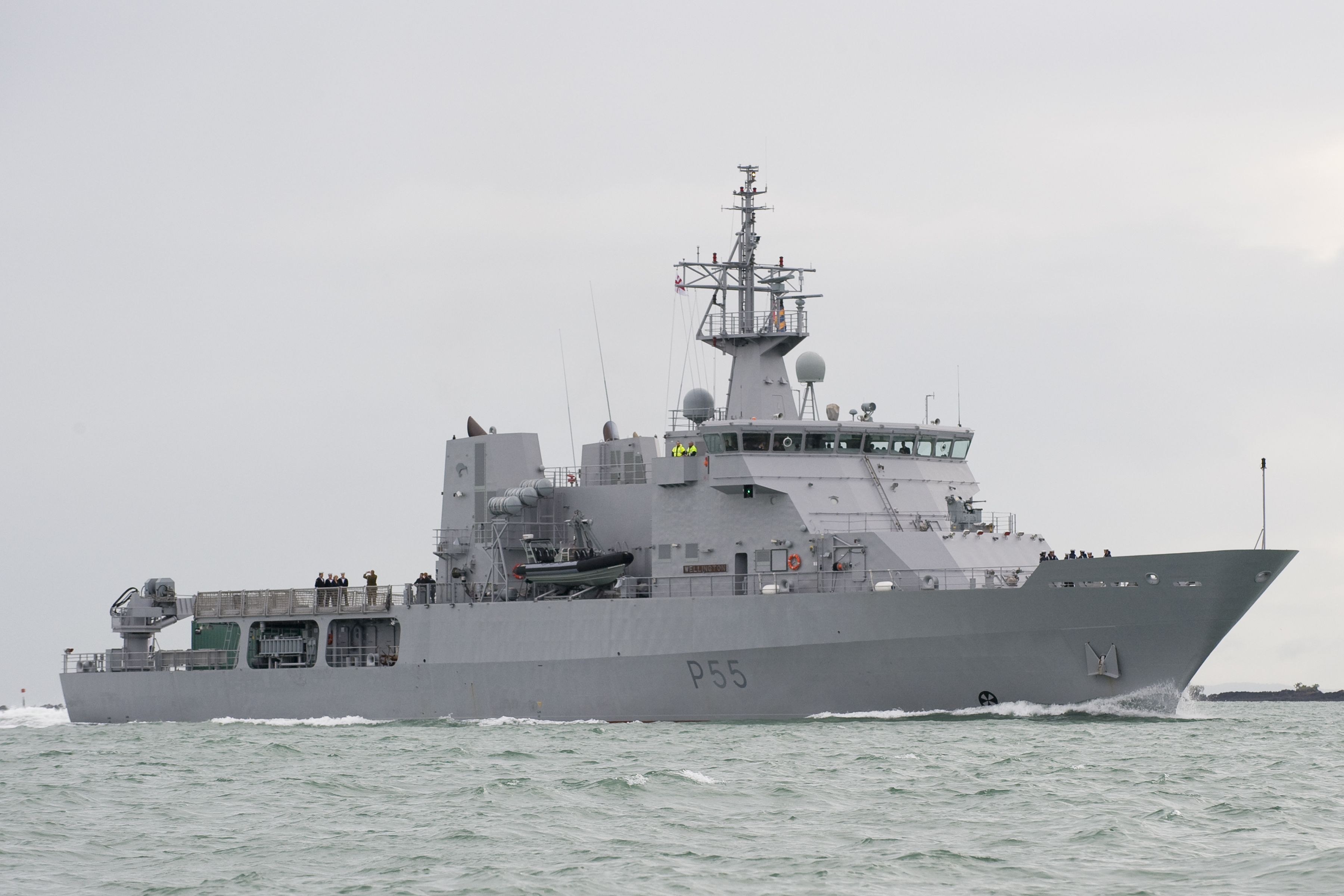
P55「ウェリントン」

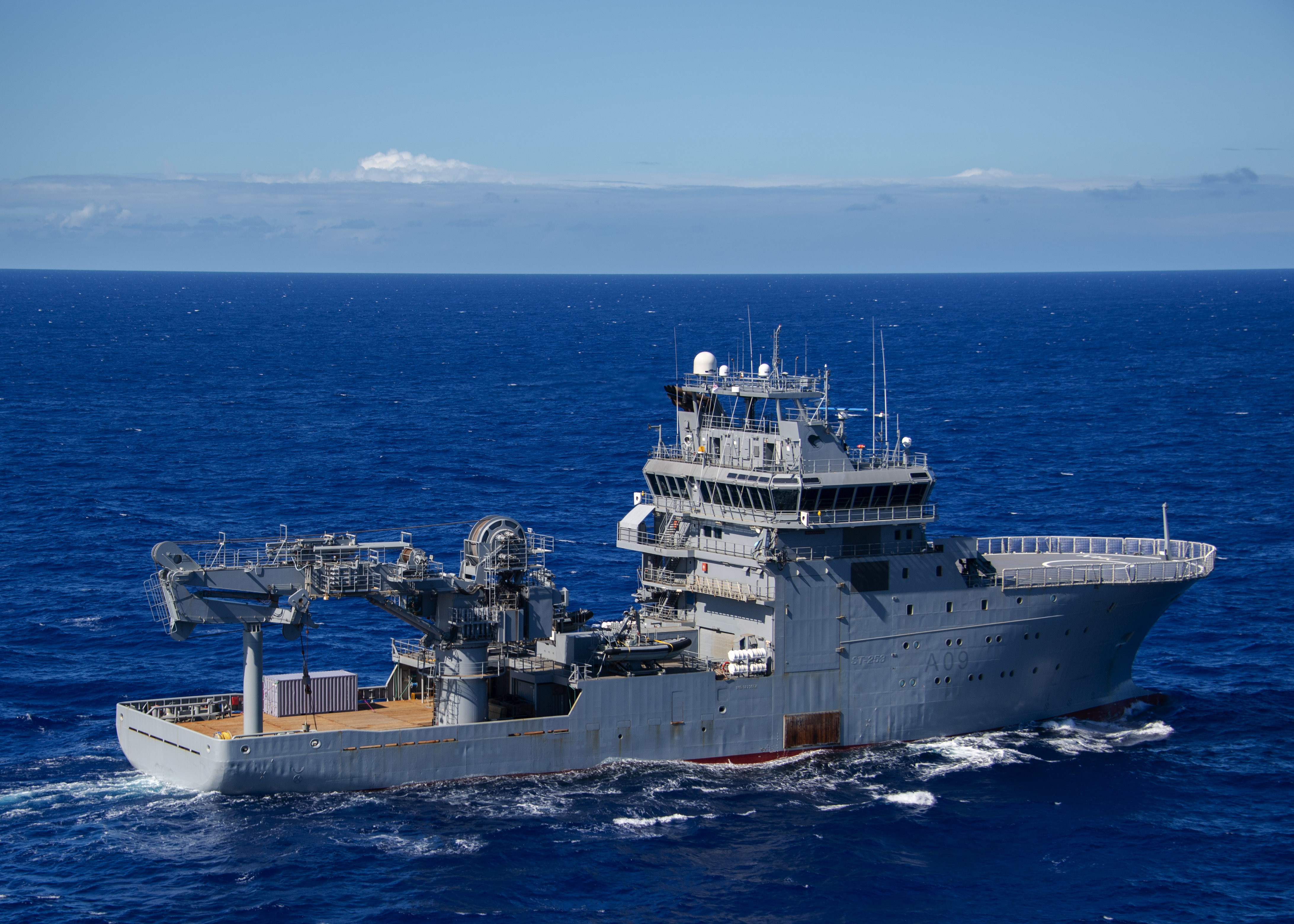
A09「マナワヌイ」

2024年10月現在。ニュージーランド海軍 Official websiteより

### 艦艇
過去に就役した艦艇については「ニュージーランド海軍艦艇一覧」を参照。
フリゲート
- アンザック級（MEKO 200 ANZ型）×2

テ・カハ（F77 Te Kaha） - 1997年7月22日 就役
テ・マナ（F111 Te Mana） - 1999年12月10日 就役
水中作業母船
マナワヌイ（A09 Manawanui） - 2024年10月6日 沈没
補給艦
アオテアロア（A11 Aotearoa） - 2020年7月 就役
多目的艦
カンタベリー（L421 Canterbury） - 2007年6月12日 就役
哨戒艦
- オタゴ級×2

オタゴ（P148 Otago） - 2010年2月18日 就役
ウェリントン（P55 Wellington） - 2010年5月6日 就役
哨戒艇
- ロトイティ級×2

ハウェア（P3571 Hawea） - 2009年5月1日 就役
タウポ（P3570 Taupō） - 2009年5月29日 就役
沿岸機動艇
- Littoral Manoeuvre Craft（LMC）×2  - 2023年10月

作業艇
マタタウア（Matataua）
帆走練習艇
- Sail Training Craft×3

Manga II
Mako II
Paea II
複合艇（RHIB）
ゾディアックボート
FC470
FC530

### 航空機
回転翼機
- SH-2G(I) シースプライト×8（第6飛行隊。操縦は海軍、整備は空軍が担当）